# Comuna Ungra, Brașov
Ungra (în germană: Galt, în maghiară: Ugra, Szászugra) este o comună în județul Brașov, Transilvania, România, formată din satele Dăișoara și Ungra (reședința).

## Demografie
Componența etnică a comunei Ungra
     Români (70,18%)
     Romi (15,18%)
     Germani (1,1%)
     Alte etnii (13,54%)
Componența confesională a comunei Ungra
     Ortodocși (85,37%)
     Alte religii (1,69%)
     Necunoscută (12,94%)
Conform recensământului efectuat în 2021, populația comunei Ungra se ridică la 2.009 locuitori, în creștere față de recensământul anterior din 2011, când fuseseră înregistrați 1.949 de locuitori. Majoritatea locuitorilor sunt români (70,18%), cu minorități de romi (15,18%) și germani (1,1%). Din punct de vedere confesional, majoritatea locuitorilor sunt ortodocși (85,37%), iar pentru 12,94% nu se cunoaște apartenența confesională.

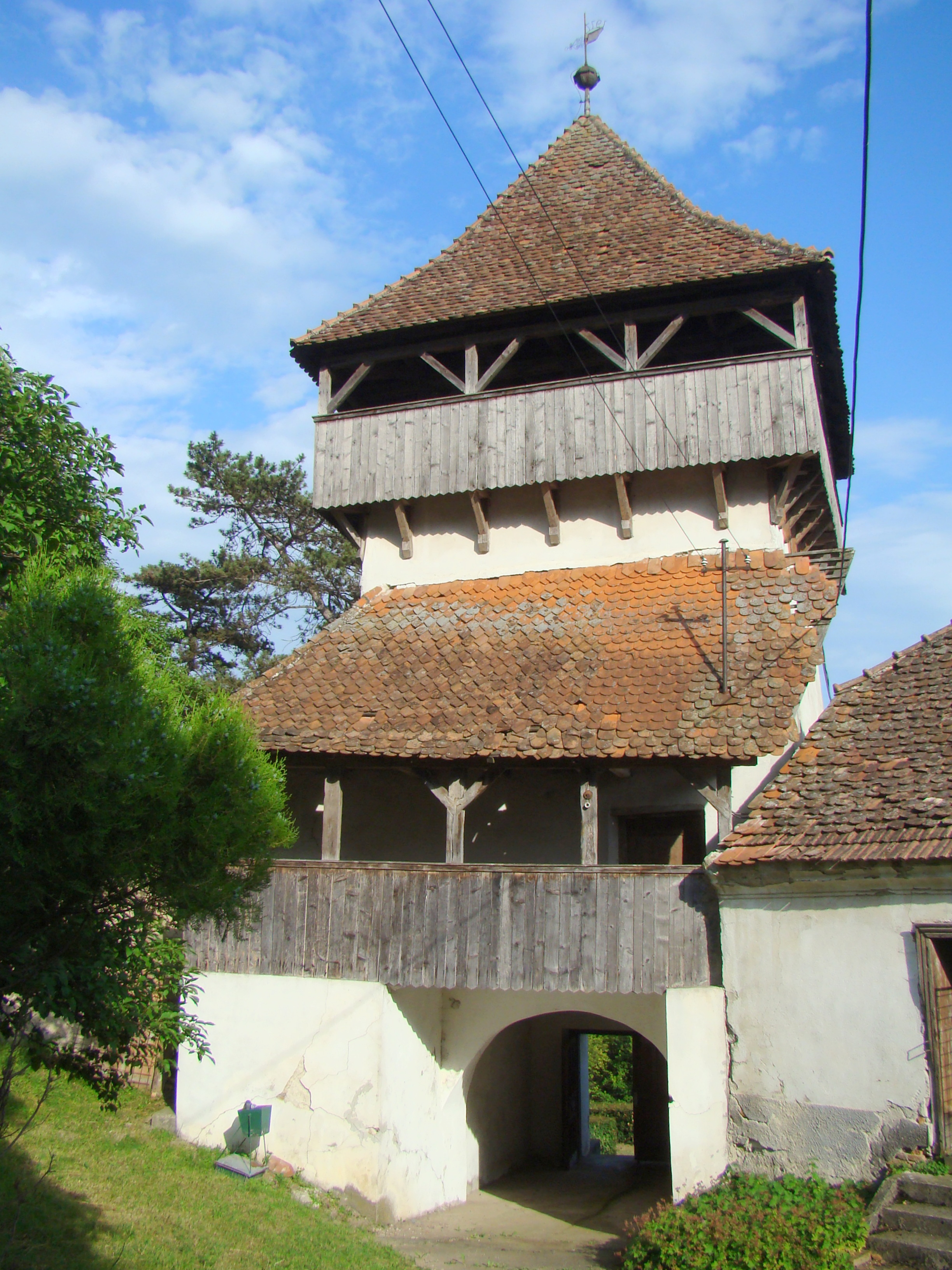
Turnul de poartă al cetății săsești construite în jurul bisericii evanghelice

## Politică și administrație
Comuna Ungra este administrată de un primar și un consiliu local compus din 11 consilieri. Primarul, Silviu-Mircea Șchiopu[*], de la Partidul Național Liberal, este în funcție din octombrie 2020. Începând cu alegerile locale din 2024, consiliul local are următoarea componență pe partide politice:
|  | Partid                          | Consilieri | Componența Consiliului | Componența Consiliului | Componența Consiliului | Componența Consiliului | Componența Consiliului | Componența Consiliului | Componența Consiliului |
|  | ------------------------------- | ---------- | ---------------------- | ---------------------- | ---------------------- | ---------------------- | ---------------------- | ---------------------- | ---------------------- |
|  | Partidul Național Liberal       | 7          |                        |                        |                        |                        |                        |                        |                        |
|  | Alianța pentru Unirea Românilor | 2          |                        |                        |                        |                        |                        |                        |                        |
|  | Partidul Social Democrat        | 2          |                        |                        |                        |                        |                        |                        |                        |

## Primarii comunei
- 1996[7] - 2000 - Pușlenghea Gheorghe, de la USD
- 2000[8] - 2004 - Stanciu Traian, de la APR
- 2004[9] - 2008 - Stanciu Traian, de la PSD
- 2008[10] - 2012 - Stanciu Traian, de la PSD
- 2012[11] - 2016 - Stanciu Traian, de la PSD
- 2016[12] - 2020 - Stanciu Traian, de la PSD
- 2020[13] - 2024 - Șchiopu Silviu Mircea, de la PNL

## Vezi și
- Biserica fortificată din Ungra
- Hârtibaciu Sud - Est (sit de importanță comunitară inclus în rețeaua ecologică europeană Natura 2000 în România).
- Podișul Hârtibaciului (arie de protecție specială avifaunistică)

## Imagini

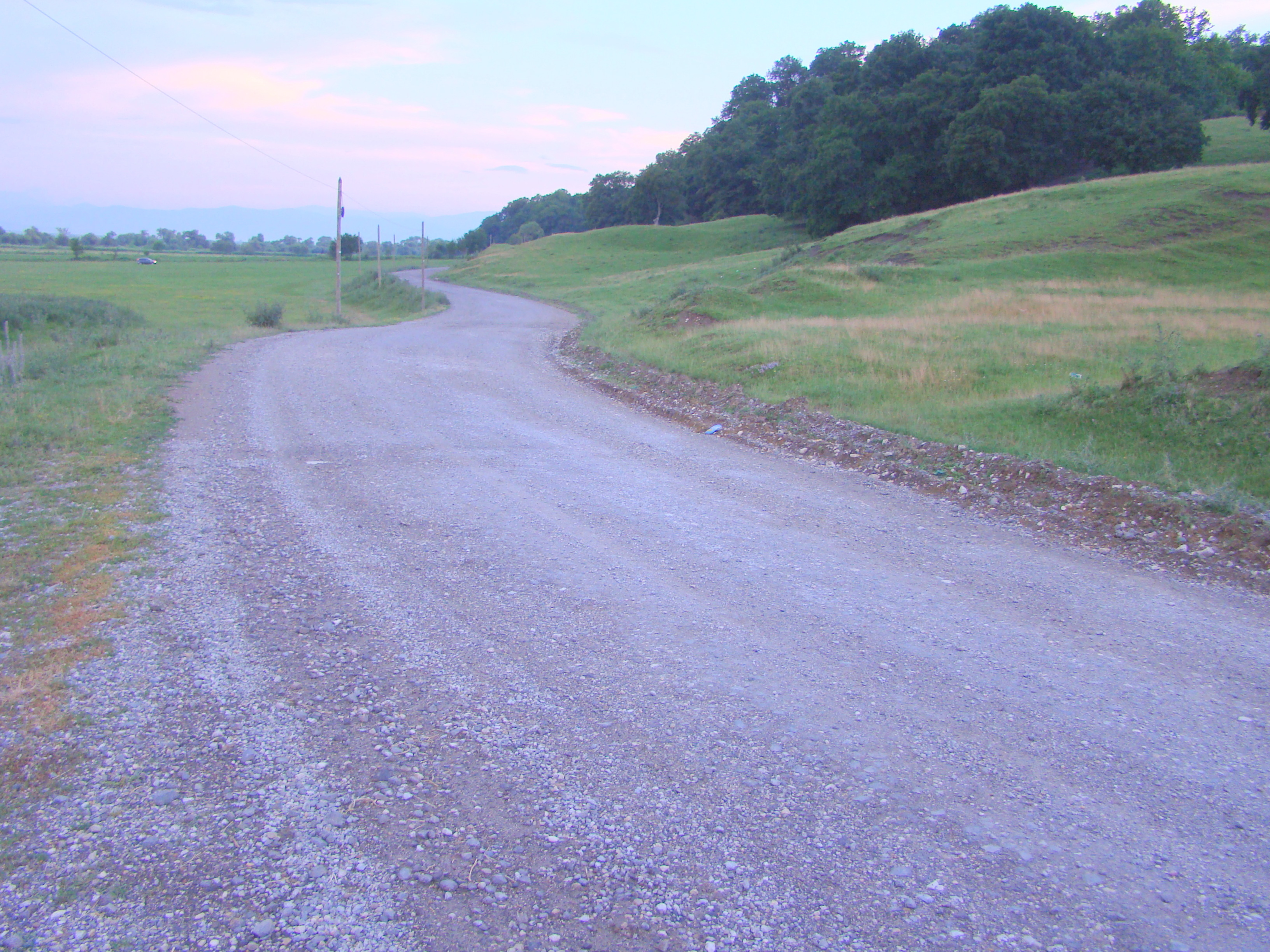
Drumul Crihalma-Ungra
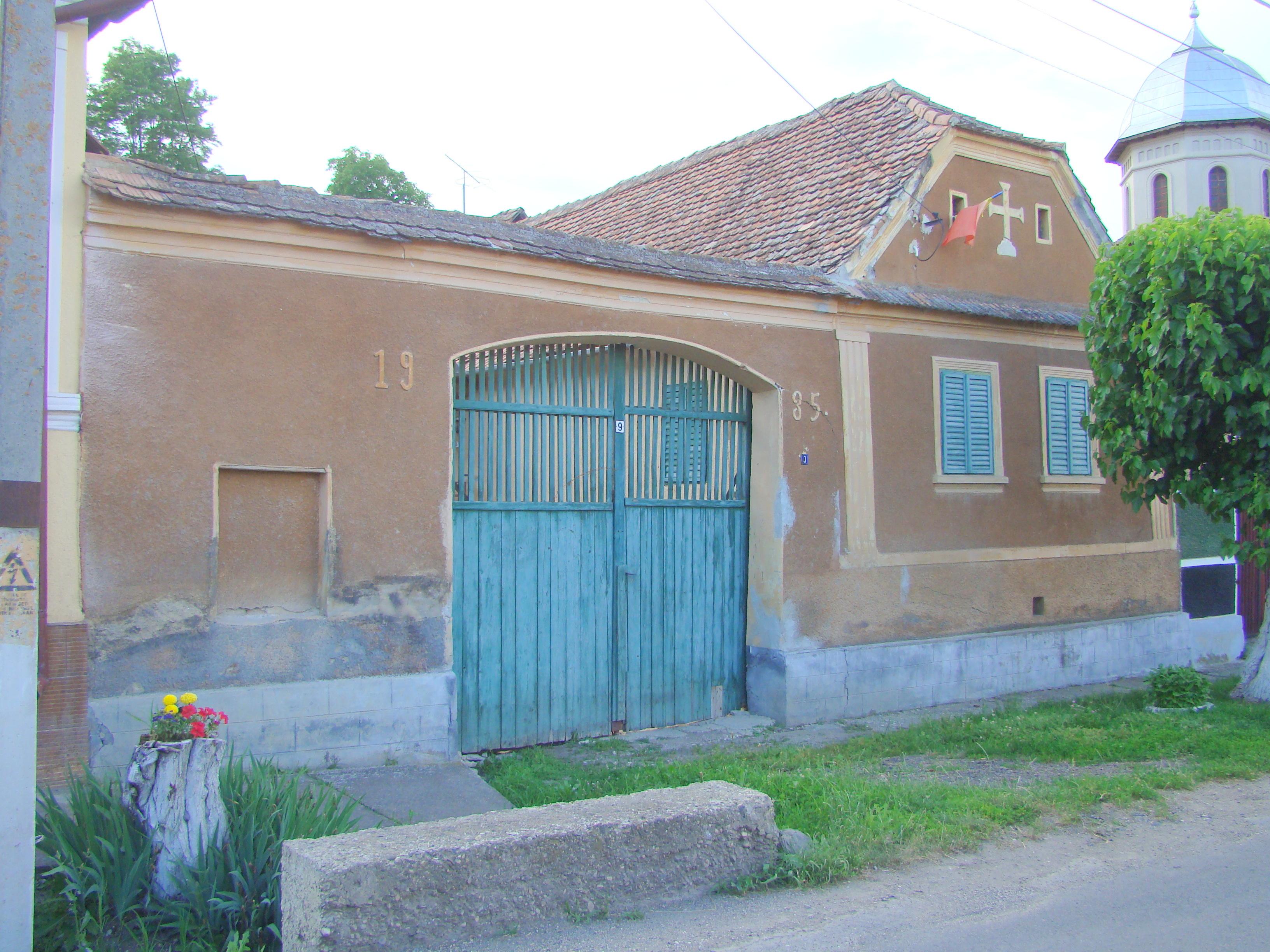
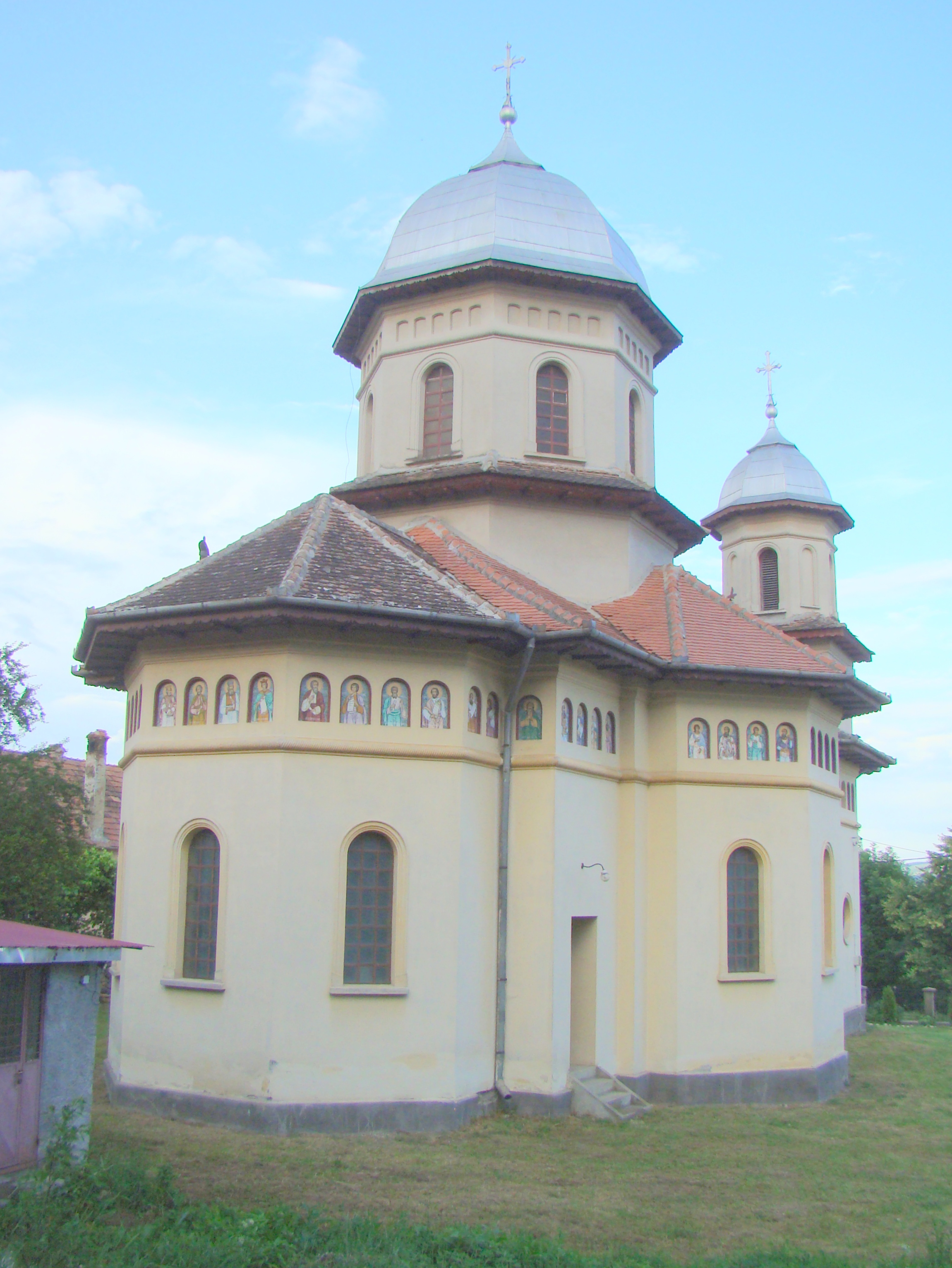
Biserica ortodoxă nouă
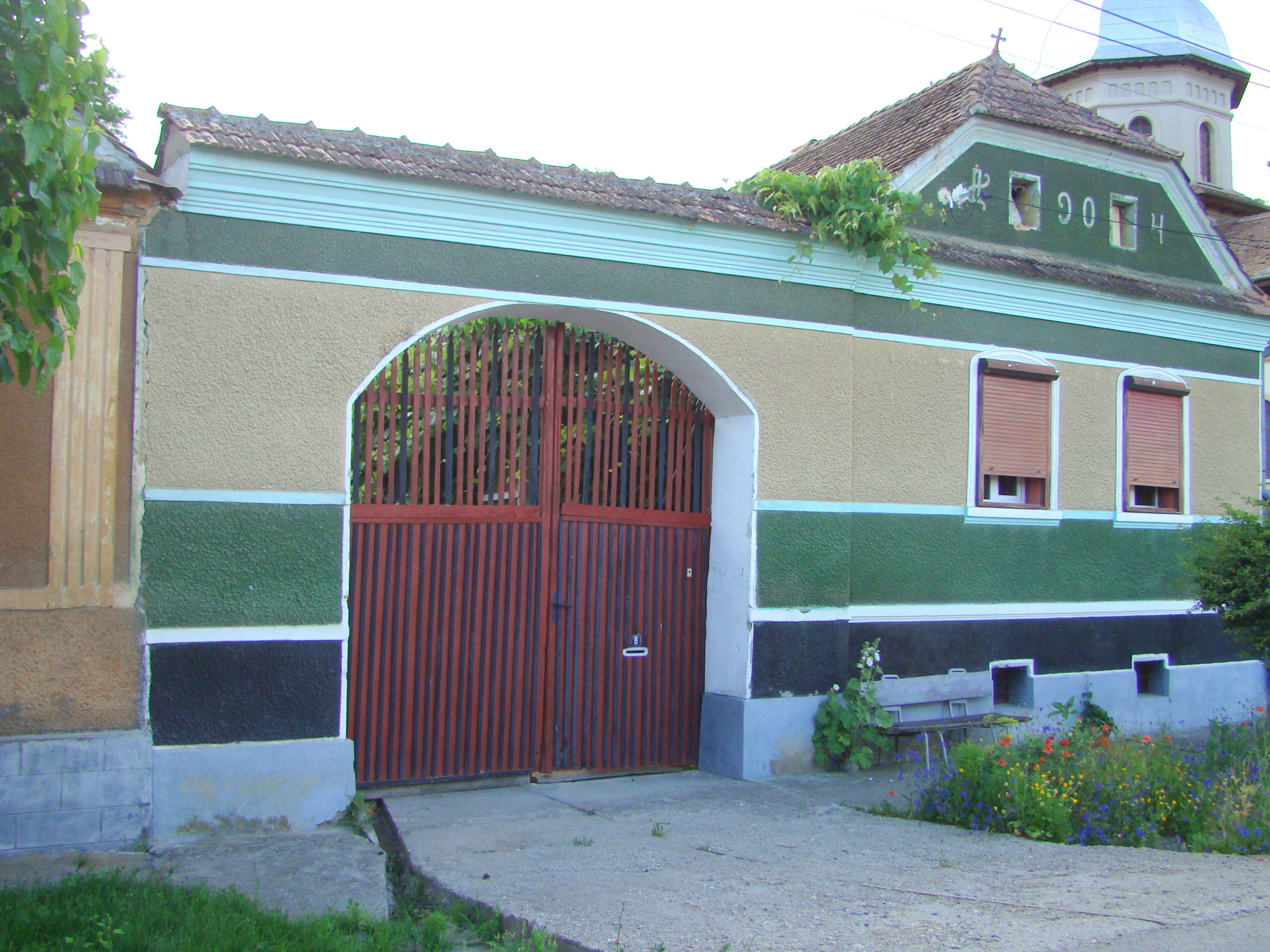
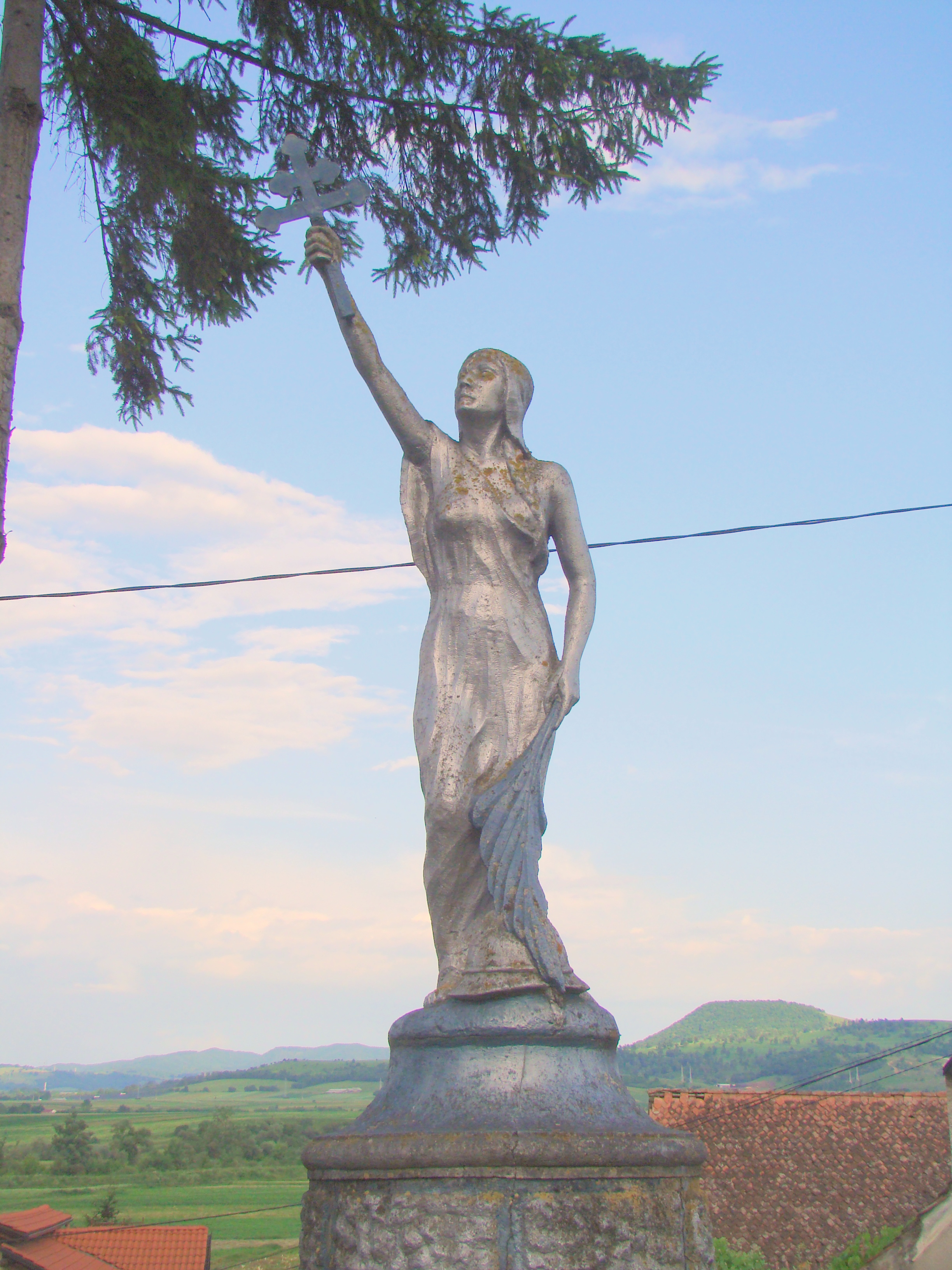
Monumentul eroilor (detaliu)
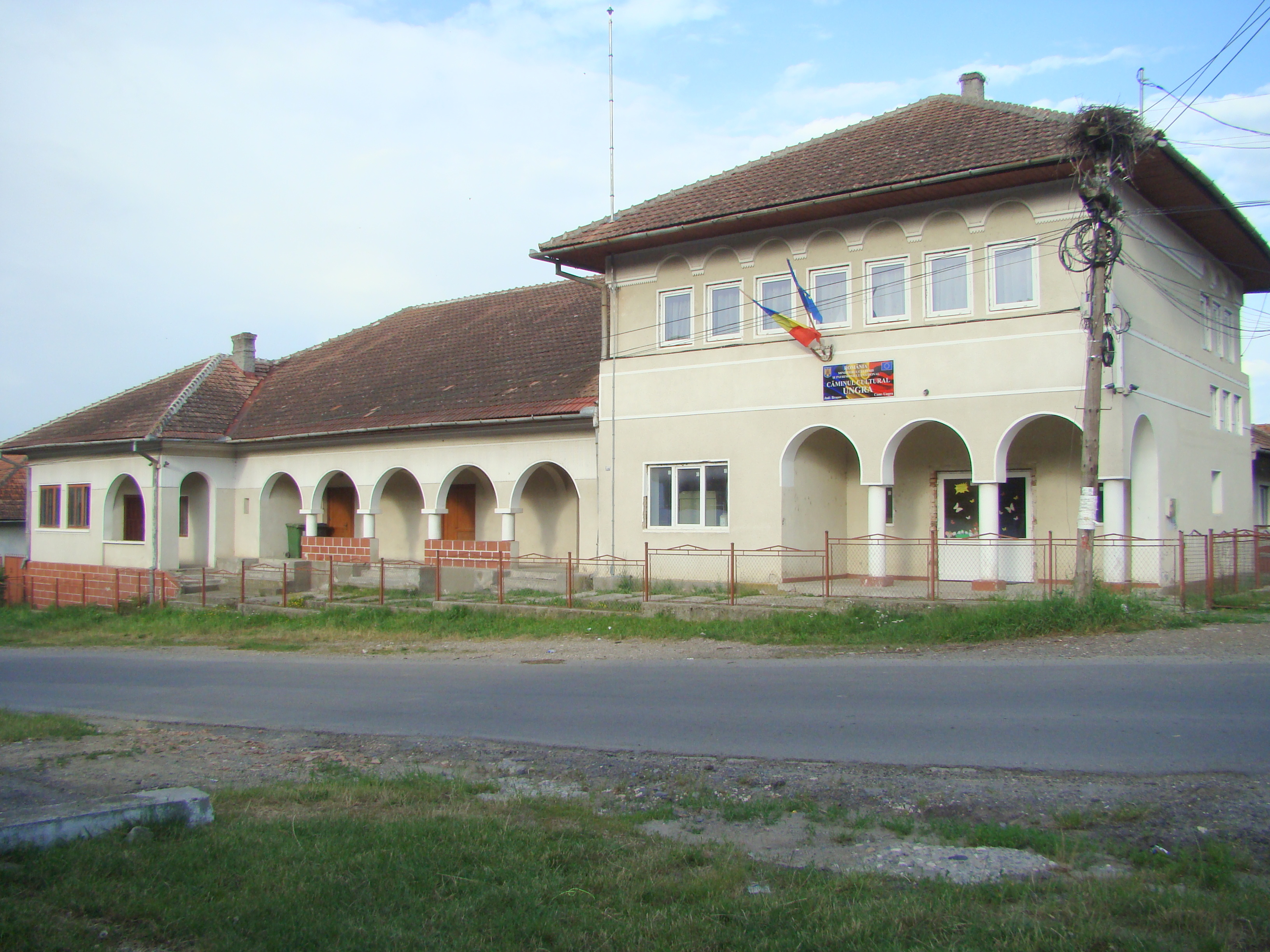
Căminul cultural
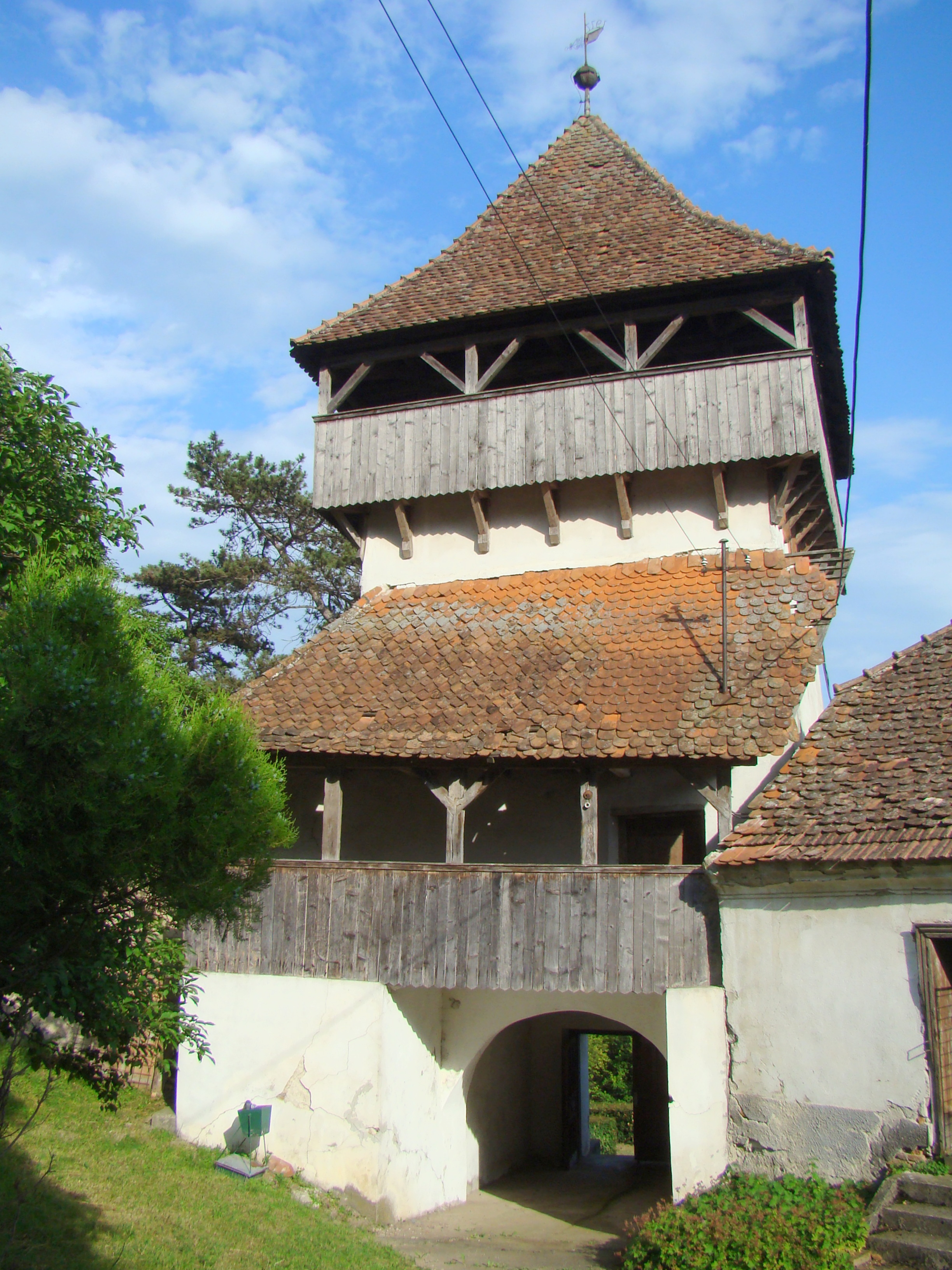
Turnul de poartă al bisericii evanghelice fortificate
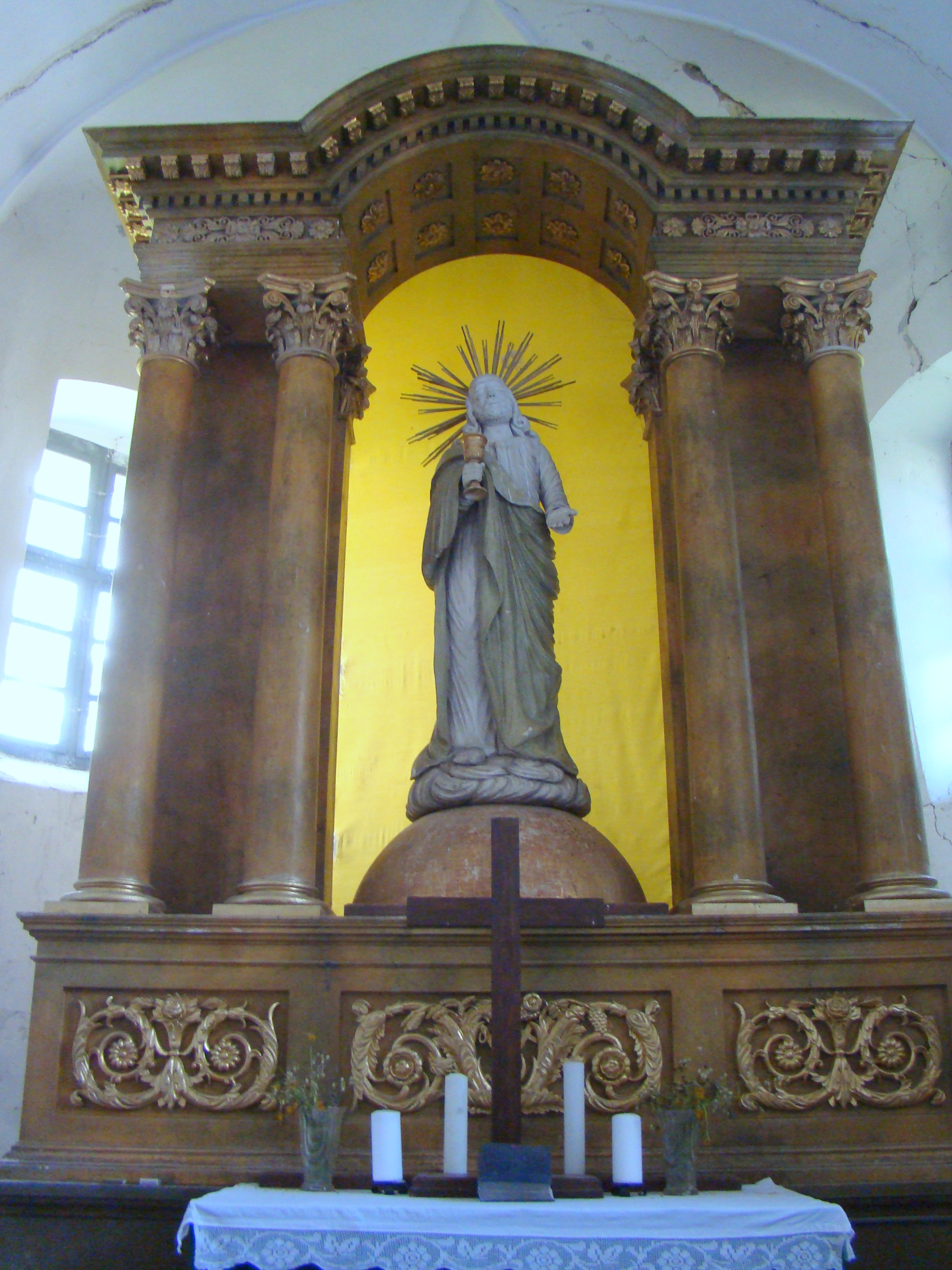
Altarul bisericii evanghelice
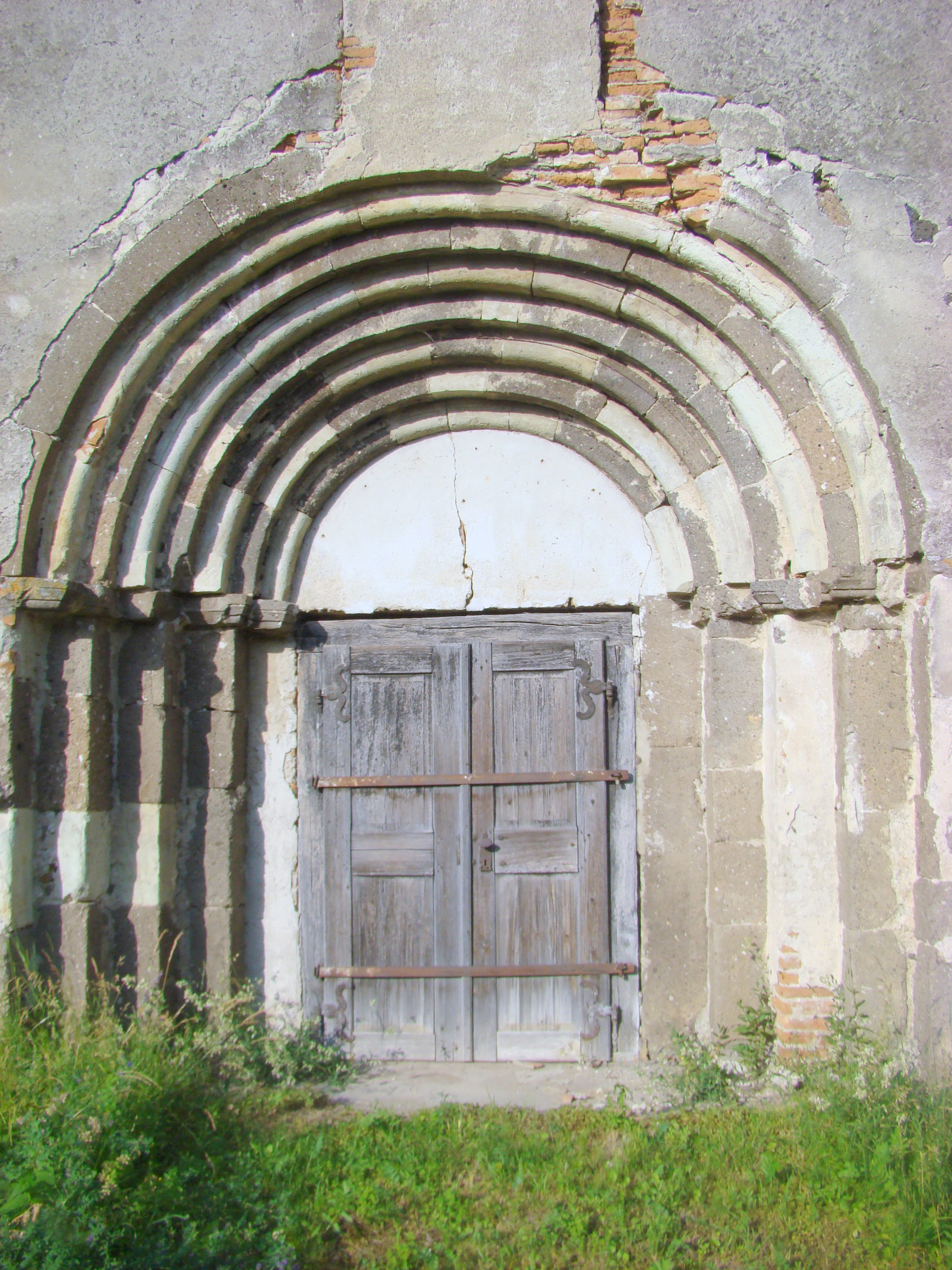
Portalul romanic târziu de pe faţada vestică
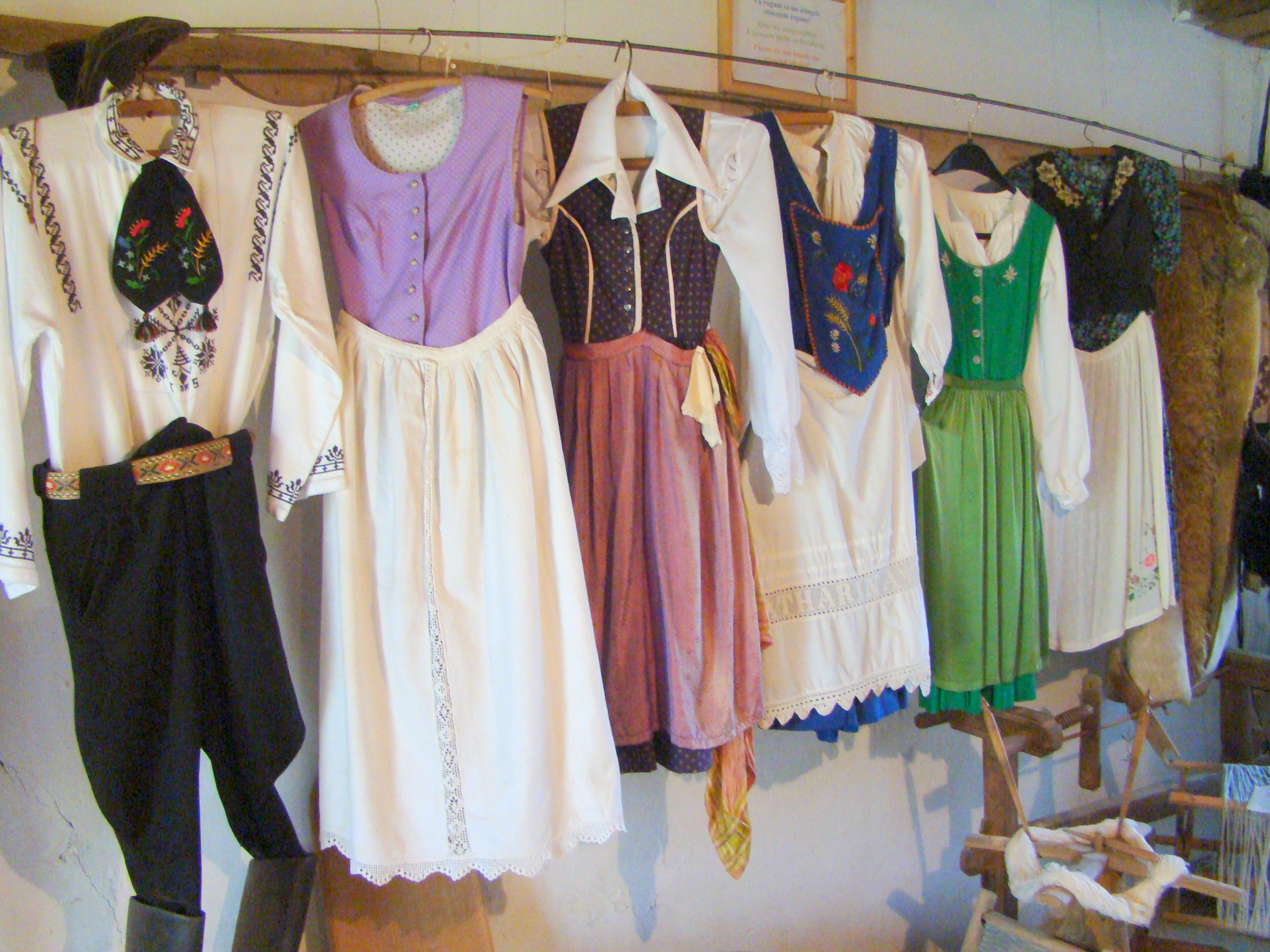
Exponate din muzeul amenajat într-o încăpere anexă
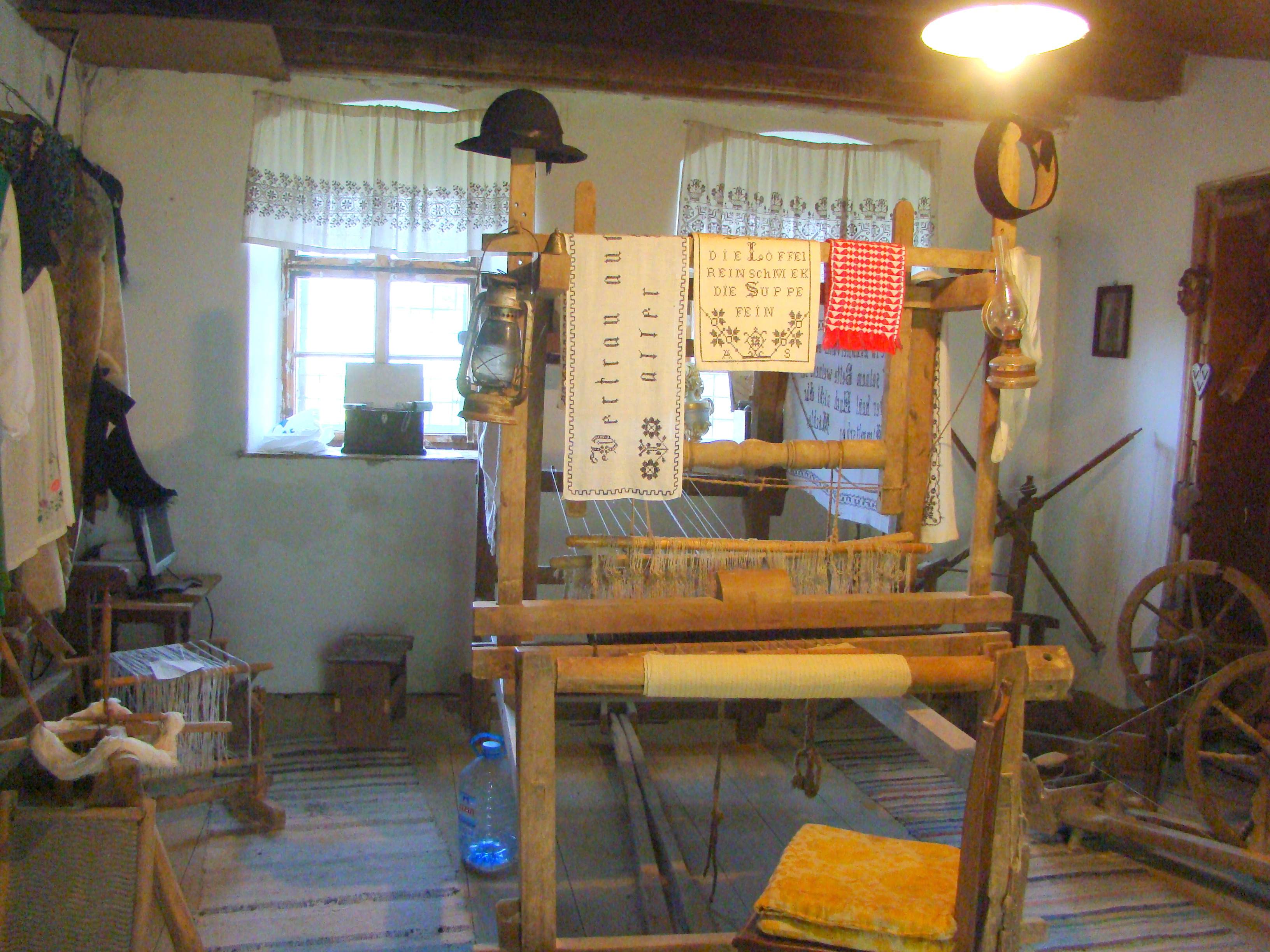
Exponate din muzeul amenajat într-o încăpere anexă
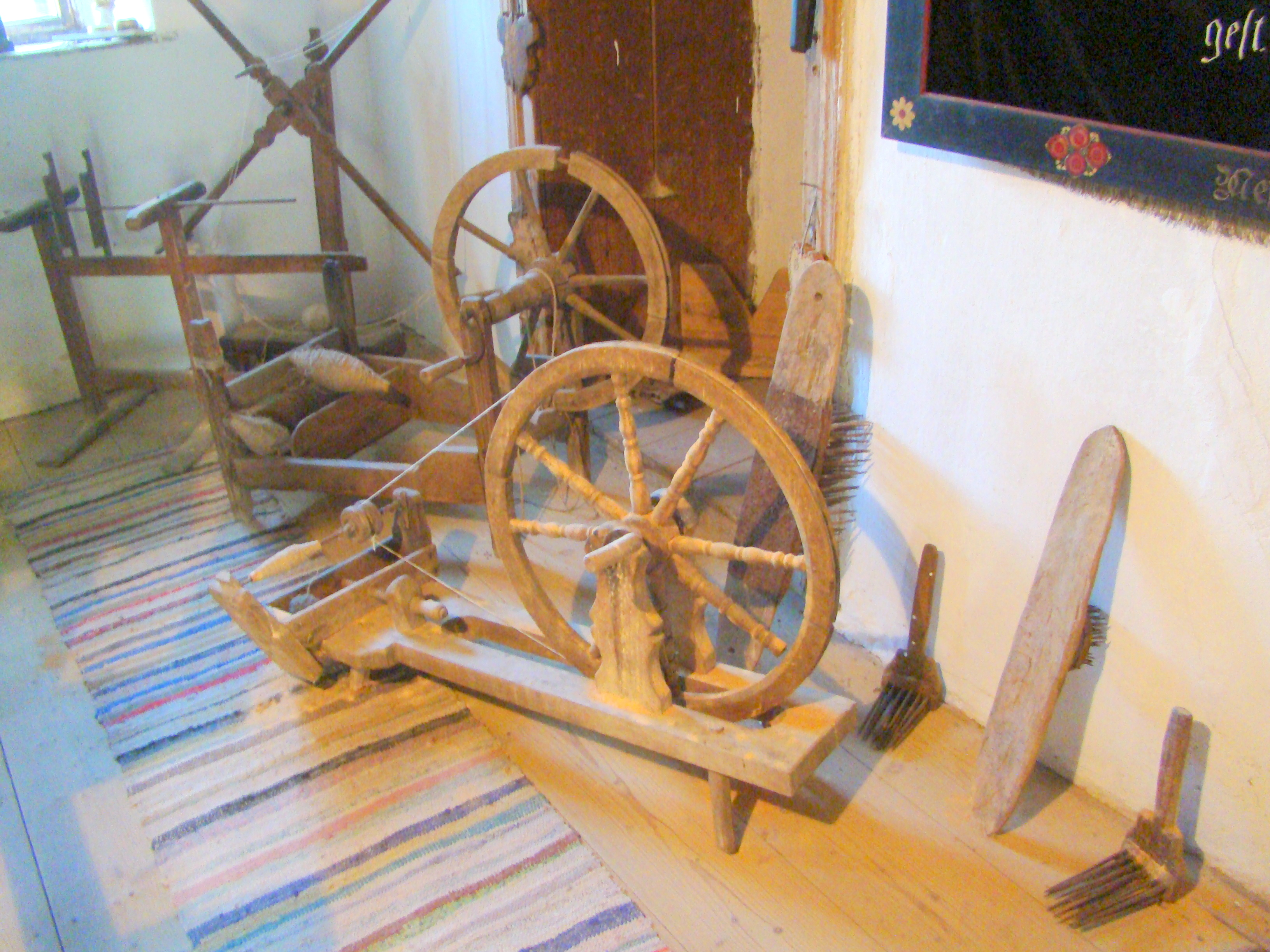
Exponate din muzeul amenajat într-o încăpere anexă